# Laranja Freak
 (février 2019).
Si vous disposez d'ouvrages ou d'articles de référence ou si vous connaissez des sites web de qualité traitant du thème abordé ici, merci de compléter l'article en donnant les références utiles à sa vérifiabilité et en les liant à la section « Notes et références ».
 (février 2019).
Laranja Feak est un groupe de musique psychédélique de Porto Alegre au Brésil. Il est apparu en 1997 et a créé ce qu'il appelle la « musique psychédélique frénétique », créant un complexe entre la Jovem Guarda, le psychédélisme et le rock.

## Description
Les membres du groupe sont Ricardo Farfisa (voix, claviers et guitare), Evandro Martins (basse), Miro Rasolini (batterie), Ivanez Bernardi (voix et guitare) et Alexandre Abreu (guitare principale).
Laranja Feak est apparu à l'intérieur et à l'extérieur de son pays d'origine, participant à des festivals nationaux tels que Bananada, Senhor F Festival et Festival Baratos Afins, entre autres.
C'est une référence nationale brésilienne dans le style du rock psychédélique.
En outre, ils ont participé aux compilations Brazilian Peebles II (2002 - Baratos Afins) publié au Brésil et au Japon, Ainda Somos Inúteis! Um Tributo ao Ultraje a Rigor (2005 - Monstro Discos), Clássicos da Noite Senhor F (2005 - Senhor F Discos), Eu Não Sou Cachorro Mesmo (2006 - Allegro Discos), The Rough Guide To Psychedelic Brazil (2013 - World Music) et The Rough Guide to a World of Psychedelia (WMN, England, 2016).
Il a encore participé à la bande originale des courts métrages A Sopa (2003) et Veludos e Cacos de Vidro (2004), de Marco Martins, avec la chanson Semper Livre.

## Albums
- 2001 : Música Psicdélica Frenética (indépendant)
- 2002 : Entre as Moléculas (Migué Records)
- 2004 : Brasas Lisérgicas (Baratos Afins) a concouru pour le prix Dynamite / Claro du meilleur album rock de 2004.
- 2009 : Laboratório do Alberto ou Albert Hoffmann (Senhor F)
- 2016 : Alguns Janeiros Nas Costas (Baratos Afins)